# Ross Edgley
(Ross John Edgley)
Ross John Edgley (Grantham, 13 ottobre 1985) è un nuotatore e avventuriero britannico, noto principalmente per essere il primo uomo ad aver circumnavigato a nuoto la Gran Bretagna (2883 km) in soli 157 giorni, conducendo la tappa di nuoto assistita in mare continua più lunga della storia (senza pinne o pagaie a mano), superando il record di 73 giorni stabilito nel 1998.

## Biografia
Nato in una famiglia di atleti (suo padre era un allenatore di tennis, sua madre una velocista e i nonni dei maratoneti), Edgley si affaccia fin da piccolo al mondo dello sport, iniziando la sua carriera a soli quattordici anni come nuotatore e pallanuotista, fino ad arrivare a giocare per il Campionato britannico maschile di pallanuoto e anche per la sua Nazionale.
Terminata la carriera agonistica, Ross intraprende l'attività di personal trainer nel Cheshire, in Inghilterra, (tra i più noti atleti che ha allenato ci sono Gemma Spofforth, Jade Jones e Dai Greene) e lavora saltuariamente come modello per svariate campagne pubblicitarie, partecipando anche al reality show Tough Guy or Chicken? della BBC.
Si laurea in scienze sportive all'università di Loughborough e scrive colonne editoriali come esperto di fitness per riviste come Cosmopolitan, Men's Health, GQ, The Daily Telegraph, Men's Fitness e altri.
Più recentemente dirige e presenta il programma in onda su SKY Welcome to the Fight Club.
Attualmente continua a svolgere a tempo pieno la professione di personal trainer e modello, ma si dedica anche ad importanti sfide sportive, per le quali, nel 2016, viene inserito nella World's 50 Top Fittest Men da Askmen.com e considerato uno dei massimi esperti di forza mentale, capacità fisica e capacità lavorativa.
Dopo più di 10 anni di stesura, pubblica nel maggio del 2018 il suo primo libro The World’s Fittest Book, un insieme di insegnamenti, consigli e trucchi di campioni olimpici, detentori di record mondiali e celebri militari, che, nel Regno Unito, diventa un Sunday Times Bestseller, venduto in oltre 100 paesi. Per il 2020 è invece prevista l'uscita di un nuovo libro.

## Successi sportivi
La maratona più dura del mondo
Il 22 gennaio 2016, dopo aver vissuto in prima persona diagnosi salutari devastanti di amici e membri familiari, Edgley prende parte a una maratona di beneficenza a favore di associazioni come Teenage Cancer Trust, Sports Aid, Children with Cancer e United through Sport, che si rivelerà essere 'la maratona più dura del mondo', in preparazione alla quale lo stesso Ross avrebbe intrapreso un allenamento intensivo di 14 ore al giorno per otto mesi, caratterizzato da sangue, lacrime e sudore, tuttavia alla fine ben retribuito. Avvenuta sul circuito di Silverstone e dalla lunghezza di 26,2 miglia, la maratona sarebbe stata come le altre se Ross non avesse deciso di trainare con sé una Mini Countryman Cooper del peso di 1400 kg.
Nonostante le innumerevoli difficoltà incontrate nel corso dell'impresa, in particolar modo aggravate dalle condizioni atmosferiche sfavorevoli e dalla stanchezza accumulata ad ogni passo, Edgley riesce a concludere la corsa in un tempo totale di 19 ore, 36 minuti e 43 secondi con una velocità massima di 3 miglia l'ora, guadagnando, oltre ad un discreto successo mediatico, milioni di dollari per la propria causa.
L'arrampicata di corda più lunga al mondo
Quasi un anno più tardi, nel 2017, Edgley, non ancora soddisfatto del risultato ottenuto nella maratona più dura del mondo, decide di spingersi oltre, compiendo l'arrampicata di corda a sua volta più lunga del mondo, raggiungendo in 19 ore l'altezza dell'Everest (8848 m).
La corsa di 1 000 miglia scalzo
In seguito, scalzo, intraprende una corsa di 1 000 miglia (metà a piedi e metà in bici) trasportando sulle proprie spalle uno zaino da 50 kg e viaggiando per la durata di un mese.
Il Tree-athlon
Le sfide bizzarre non finiscono qui e, sempre nel 2017, Edgley decide di completare il suo primo triathlon, trasportando un tronco d'albero di 45 kg per tutto il percorso, con lo scopo raccogliere fondi per un'attività di eco-beneficenza sull'isola caraibica di Nevis.
(Principe Harry presumibilmente parlando di Edgley)
La nuotata di 100 km
La stessa passione per gli alberi riappare più tardi, verso novembre, quando l'ex-pallanuotista, reduce dal T1 del suo "tree-athlon", mette ulteriormente a dura prova il suo corpo, sperimentando una "nuotatina" di 100 km (divisa in due fasi, principalmente a causa della corrente sfavorevole) nel mare caraibico, sempre trasportando sulle spalle un tronco dello stesso peso del triathlon.
Altri
Compie anche 30 maratone in 30 giorni per dimostrare come forza e resistenza, cardio e massa muscolare possano coesistere.
Inizia il 2018 nuotando senza sosta per 48 ore presso il Royal Marines Commando Training Center a Devon, ma la sua più grande impresa dell'anno avviene a giugno, quando Ross decide di entrare nella storia come primo uomo a circumnavigare la Gran Bretagna a nuoto, compiendo quello che verrà denominato il «Great British Swim».

## Great British Swim
Partenza
La sua ultima e folle avventura, nonché quella che ha enormemente accresciuto il suo successo, lo porta a spingersi nella realizzazione di un nuovo record mondiale, denominato dai tabloid come il "Great British Swim".
Salutato dai suoi amici, familiari e fan, ma anche cariche istituzionali, Edgley inizia il suo viaggio, tuffandosi nel Canale della Manica da Margate, sulla costa del Kent, il 1º giugno 2018.
Le nuotate vengono suddivise fin da subito in due sedute da 6 ore al giorno, per un totale di 12 ore al giorno in mare, scandite a loro volta da pause, durante le quali l'atleta riposa su una nave. Per tutto il tragitto, infatti, Ross starà in mare o sulla suddetta nave, non mettendo mai i piedi sulla terraferma, anche in caso di tempesta.
Nelle prime settimane, nonostante i grandi progressi, il nuotatore inizia a soffrire di un brutto sfregamento sul collo, che gli causa un'irritazione destinata ad accompagnarlo per il resto del viaggio. Inoltre in questa fase, benché venga riconosciuta da Edgley come la più facile, deve evitare un numero cospicuo di navi, in quanto il Passo di Calais, che sta attraversando, è uno dei più frequentati al mondo, con un passaggio giornaliero di almeno 500/600 imbarcazioni.
Alla terza settimana, la lingua del giovane britannico inizia a sgretolarsi in alcini punti a causa del contatto frequente con la salinità dell'acqua, mentre il suo collo sviluppa l'irritazione, assumendo così l'affettuoso soprannome di "collo da rinoceronte" da parte dei fan.
Alla quarta settimana Ross impara finalmente i movimenti giusti per muoversi nella corrente, iniziando a sviluppare un ritmo quasi costante di bracciate. Inoltre rompe il primo record, divenendo la prima persona a percorrere a nuoto in 30 giorni l'intera costa meridionale dell'Inghilterra. Il mare tuttavia non lo risparmia dalle difficoltà, disseminando il percorso di meduse, dalle quali l'ex pallanuotista riceverà circa 37 punture nella durata totale del viaggio.
La parte più difficile arriva però, secondo Edgley, alla settima settimana, quando, nel golfo di Bristol viene letteralmente frustato dalle onde, che gli lasceranno lesioni non indifferenti sulla schiena.
Il 14 agosto il suo diventa il nuoto assistito più lungo a fasi multiple della storia (senza pinne o pagaie a mano), superando il record di 73 giorni stabilito da Benoît Lecomte nel 1998, e l'atleta si trova finalmente a metà dell'avventura. Per celebrare questo traguardo, la natura manda uno squalo nei pressi di Ross, che è costretto a cambiare la propria maschera e a nuotare in modo differente per non somigliare ad una foca e attirare quindi l'attenzione del predatore.
Sempre in questo periodo batte il record dei 135 giorni che Sean Conway aveva impiegato nel 2013 per compiere a nuoto la distanza tra Land's End e John o' Groats, mettendoci solo 62 giorni.
Alla sedicesima settimana Edgley festeggia i 100 giorni in mare, anche se in ritardo rispetto alla tabella di marcia che si era prefissato (inizialmente aveva infatti previsto di impiegare 100 giorni per concludere l'impresa). Purtroppo a rallentare ulteriormente il viaggio ci pensano due tempeste, che appaiono rispettivamemte alla diciottesima e alla ventunesima settimana e che costringono l'equipaggio ad attraccare. Il mal tempo arriva proprio il giorno del 33º compleanno di Ross, che festeggia a bordo dell'imbarcazione con amici e parenti.
Arrivo

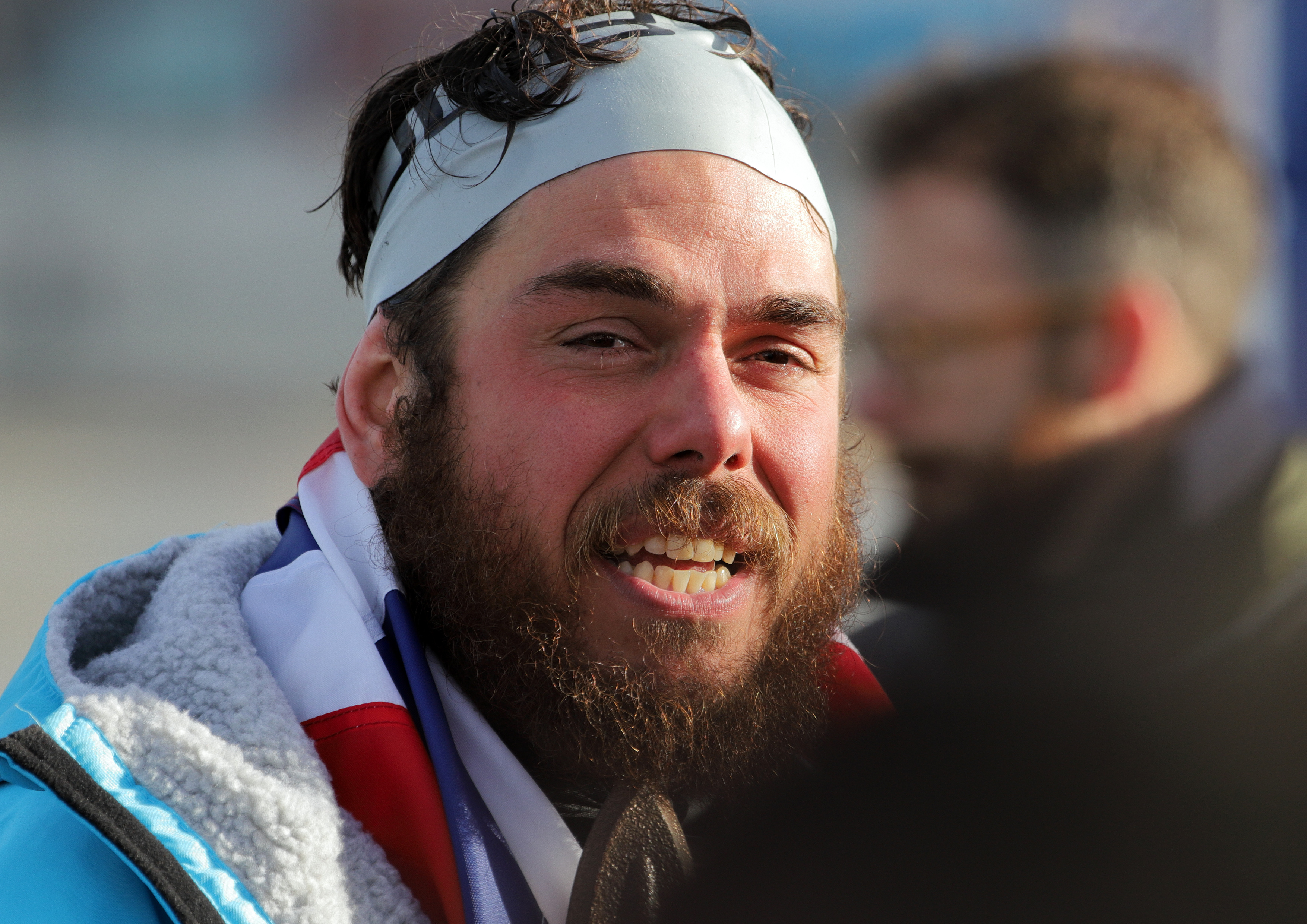
Ross Edgley dopo aver completato il Great British Swim, Margate, 4 novembre 2018.

Il 4 novembre, dopo 157 giorni in mare, 400 persone, parte del corteo pronto ad accoglierlo al suo ritorno, saltano nell'acqua ghiacciata per nuotare insieme a lui l'ultimo mezzo kilometro, e così Edgley arriva finalmente a Margate, dalla quale era partito otto mesi prima, mettendo piede sulla terraferma alle 8.30 (ora locale).
Durante questo viaggio, che è stato documentato come serie internet settimanale da Red Bull, Edgley avrebbe percorso 2883 km, bruciato 505 219 calorie, mangiato 610 banane e sviluppato una velocità di punta di 16 km/h.
Record mondiali
- Primo uomo ad aver circumnavigato a nuoto la Gran Bretagna.
- Nuoto assistito più lungo a fasi multiple della storia (senza pinne o pagaie a mano) di 157 giorni.
- Primo uomo a percorrere a nuoto in 30 giorni l'intera costa meridionale dell'Inghilterra.
- Distanza tra Land's End e John o' Groats in soli 62 giorni.

## Opere
- Ross Edgley, The World’s Fittest Book, Sphere, 2018, ISBN 978-0-7515-7254-4.
- Ross Edgley, The art of resilience, HarperCollins, 2020 (inedito), ISBN 978-0-00-835698-9.